# Jean Charles Thibaut
Pour les articles homonymes, voir Thibaut.
Jean-Charles Thibaut est un homme politique français né et décédé à une date inconnue.
Membre du directoire du département, il est député de l'Oise de 1791 à 1792.

## Sources bibliographiques
- « Jean Charles Thibaut », dans Adolphe Robert et Gaston Cougny, Dictionnaire des parlementaires français, Edgar Bourloton, 1889-1891 [détail de l’édition]